# دوشس ملفی

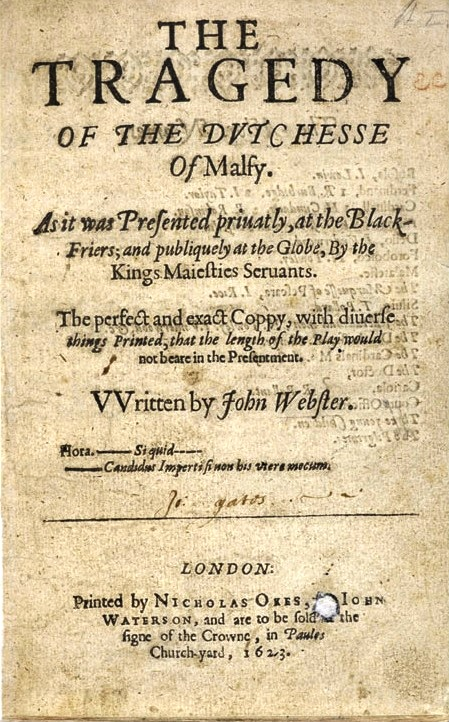
صفحه عنوان دوشس ملفی.

دوشس ملفی (که در اصل با عنوان سوگنمایش دوشس ملفی چاپ شد) سوگنمایشی هولناک است که به قلم جان وبستر نمایشنامه نویس انگلیسی در سال ۱۶۱۲–۱۳ نوشتهٔ شده‌است. در ابتدا، این نمایشنامه به‌طور محدود در سالن تئاتر Black Friar در لندن، و سپس برای تماشاچیان بیشتر در سالن تئاتر گلوب اجرا شد.
این نمایشنامه که در سال ۱۶۲۳ چاپ شد، به‌طور نه چندان دقیق، بر پایهٔ اتفاقات زندگی جووانا د آرگونا، دوشس آمالفی (سال وفات ۱۵۱۱) می‌باشد.
نمایشنامه به شکل یک داستان عاشقانه شروع می‌شود، که در طی آن دوشس با مباشرش، آنتونیو، بی‌خبر از برادرهایش، ازدواج می‌کند. ازدواجی که بعدها، هنگامی که برادرها از آن اطلاع می‌یابند، برای او به قیمت جانش تمام می‌شود.
نمایشنامه بسیار از سوگنمایش‌های سنکا وام گرفته‌است، و یک تراژدی انتقام است. پیچیدگی‌های برخی از شخصیت‌ها، از جمله بوزولا و دوشس، به علاوهٔ زبان شاعرانهٔ وبستر موجب شده‌است که نمایشنامه به یکی از بهترین نمونه‌های درام رنسانس ادبیات انگلستان بدل شود.

## شخصیت‌ها
آنتونیو بولونا: مباشر دوشس که به تازگی از فرانسه بازگشته است و با پیشنهاد ازدواج دوشس به او، غافلگیر شده و سرانجام پنهانی با دوشس ملفی ازدواج می‌کند.
دلیو: از درباریان و از دوستان آنتونیو که تا صحنه پایانی همراه او است.
دانیل دا بوزولا: خدمتکار پیشین کاردینال و دست نشاندهٔ دو برادر که در عمارت دوشس، جاسوسی او را می‌کند، این شخصیت در پیش روی نمایش نقش بسیار مهمی دارد و ذاتی مالیخولیایی دارد.
کاردینال: برادر دوشس، که علی‌رغم مقام مذهبی اش بسیار فاسد است. او به نسبت برادر دیگر، فردیناند، کنترل بیش تری بر رفتارش دارد.
فردیناند: برادر کوچک‌تر و دوقلوی دوشس، که عشقی بیمارگونه به خواهر خود دارد. او از یک بیماری به نام گرگ انگاری رنج می‌برد و در مواقع اضطراب وآشفتگی خود را گرگ می‌انگارد. عذاب وجدان او درست از هنگام مرگ خواهرش آغاز می‌گیرد و سرانجام در اوج دیوانگی، خود نیز به قتل می‌رسد.
دوشس ملفی: شخصیت اصلی نمایش که به خاطر ازدواج پنهانی اش به فرمان برادرانش به قتل می‌رسد.
کستروچو: درباری پیر که زنی جوان دارد به نام جولیا.
جولیا: همسر کستروچو و معشوقهٔ کاردینال که به دست کاردینال به قتل می‌رسد.
کاریولا: ندیمهٔ دوشس که شاهد ازدواج او است.
مالاتسته: گزینه‌ای که برادران دوشس برای همسری او در نظر گرفته‌اند.
پزشک: که تشخیص می‌دهد فردیناند گرگ انگاری دارد.

## مآخذ داستان نمایش
دوشس ملفی یک داستان واقعی است که از کتاب «قصر عیش» ویلیام پینتر گرفته شده‌است. این کتاب مجموعه داستان‌هایی است از مردان قدرتمند که نه بر اساس خرد که بر پایهٔ اغراضشان تصمیم گرفتند و پیآمدهای ناگواری بر جای گذاشتند. پینتر این کتاب را از روی اثری بنام «تراژدی‌های تاریخی» نوشتهٔ بله فورست، برگردان و اقتباس کرده بود و مآخذ بله فورست نیز رمان کوتاهی بود به قلم یکی از دوستان آنتونیو که حدود یکسال پس از رخداد این واقعه نگارش یافته بود.
جووانا دِ آرگونا دوشس تاریخی امالفی مابین سال‌های ۱۴۷۸ تا ۱۵۱۱ می‌زیسته‌است. او با همسر نخستش که یک دوک بود در سن دوازده سالگی ازدواج می‌کند و تا قبل از بیست سالگی در حالی که باردار بوده بیوه می‌شود. در سال ۱۵۱۰ خبر ازدواج پنهانی او با آنتونیو دا بولونا در کل ایتالیا بحث و جنجال بزرگی براه می‌اندازد. او تلاش می‌کند با فرزندانش به لورتو بگریزد اما دستگیر و زندانی می‌شود و از آن پس هیچ‌کس خبری از او دریافت نمی‌کند. آنتونیو به دست شخصی بنام دانیل دل بُتسولو در سال ۱۵۱۳ به قتل می‌رسد.

## اقتباس
اپرا- استفان الیورز، ۱۹۷۱، اجرا شده در شهر آکسفورد
تلویزیون- ۱۹۷۲، تولید بی‌بی‌سی.
تلویزیون- سؤالی دربارهٔ جهنم، اقتباسی که در آن نام همهٔ کسان نمایش تغییر کرده‌است.
صدا- ۱۹۸۰، تولید بی‌بی‌سی
رادیو- ۱۹۵۴، تولید بی‌بی‌سی
رادیو- ۱۹۸۸، شبکهٔ ای بی سی استرالیا.
رادیو- ۱۹۹۲، بی‌بی‌سی.
دی وی دی- ۲۰۱۰ صحنه روی فیلم، اجرای صحنه‌ای، آیسلین مک گوکین در نقش دوشس ملفی.
دی وی دی- ۲۰۱۵، اجرای صحنه‌ای نمایشنامه به دست کمپانی شکسپیرز گلوب، در سالن تئاتری که فقط با شمع روشن شده‌است، جما آرترتون. در نقش دوشس